# Ліверен
Ліверен (нід. Lieveren) — село в нідерландській провінції Дренте. Входить до муніципалітету Норденвелд.
Його площа становить 0,24 км², а населення станом на 2021 рік складало 120 осіб.
Перша згадка про населений пункт датується 1480 роком.

## Галерея

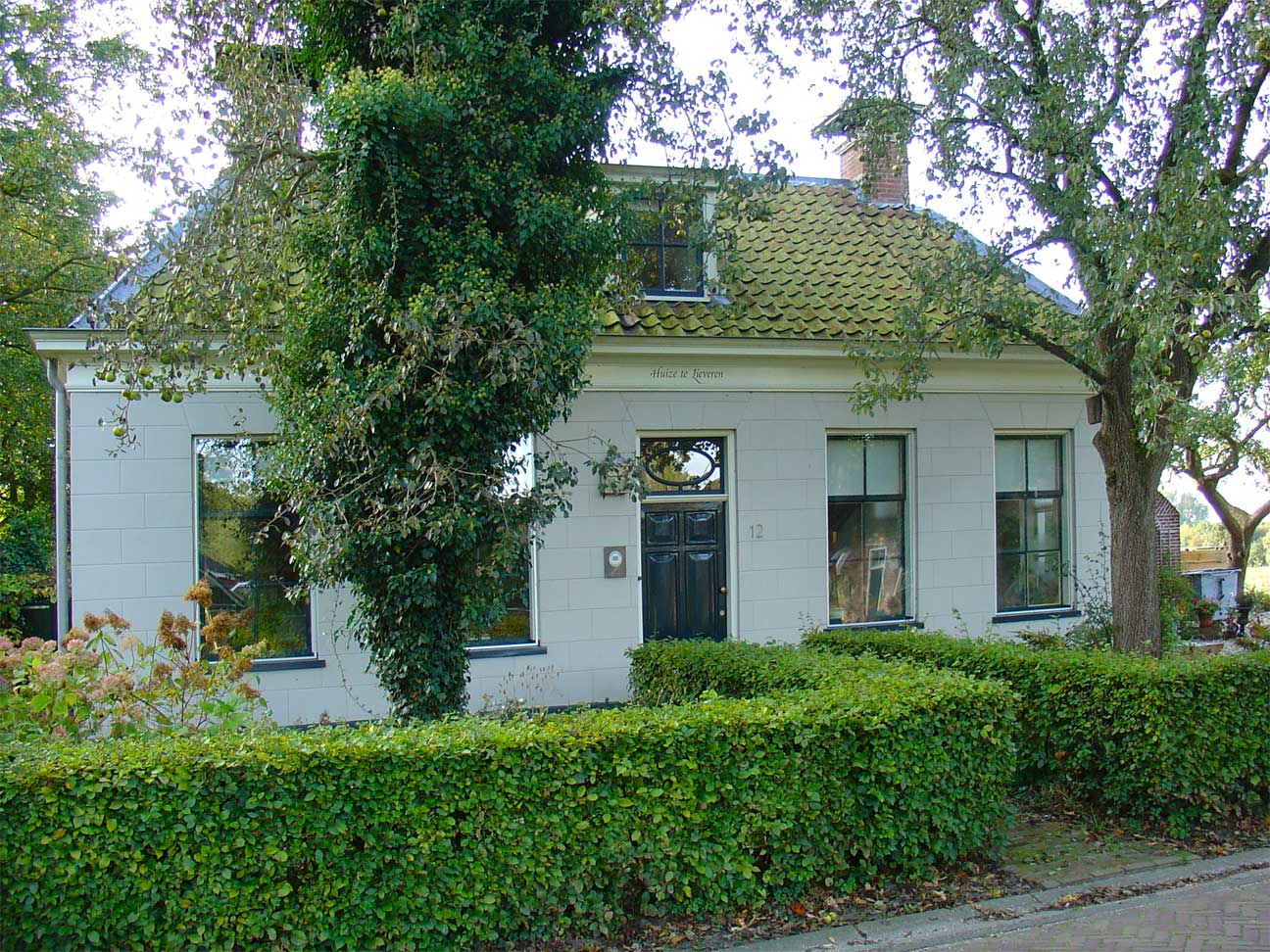
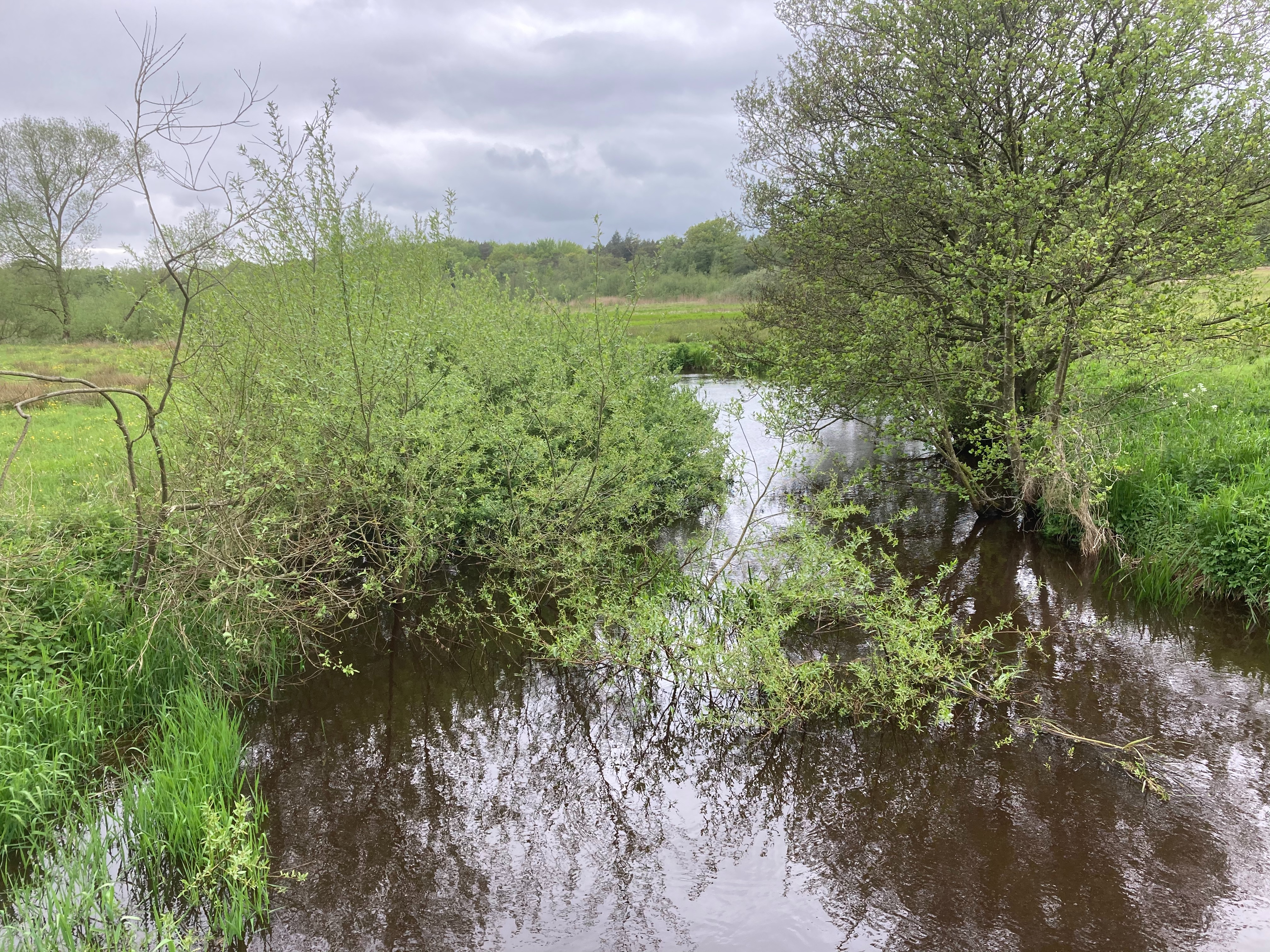